# Saint-Étienne-de-Fursac
Saint-Étienne-de-Fursac är en kommun i departementet Creuse i regionen Nouvelle-Aquitaine i de centrala delarna av Frankrike. Kommunen ligger i kantonen Le Grand-Bourg som tillhör arrondissementet Guéret. År 2018 hade Saint-Étienne-de-Fursac 740 invånare.

## Befolkningsutveckling
Antalet invånare i kommunen Saint-Étienne-de-Fursac
Referens:INSEE